# Левшин, Дмитрий Сергеевич
Дмитрий Сергеевич Левшин (26 октября 1801 — 1 июля 1871) — генерал от инфантерии Русской императорской армии, попечитель Харьковского учебного округа (1858—1863) и Московского учебного округа (1863—1867).

## Биография
Происходил из дворян Слободско-Украинской губернии, родился 26 октября 1801 года (по другим данным — в 1803 году).
Воспитание получил в московской школе колонновожатых, откуда в 1820 году был выпущен прапорщиком в свиту Его Величества по квартирмейстерской части (под порядковым общим № 78, в списке выпускников — под № 18).
В 1827 году он был назначен дивизионным квартирмейстером 4-й пехотной дивизии, а в следующем году принял участие в русско-турецкой войне. Состоя в рядах 2-го пехотного корпуса, он в кампанию 1828 года участвовал в блокаде крепости Силистрии. Во время рекогносцировки пути в Шумлу был ранен пулей в бок, и, несмотря на полученную рану, привёл обратно состоявшую при нём команду казаков.
В войну 1831 года против польских мятежников, кроме исполнения различных возлагавшихся на него поручений, Левшин принимал участие в штурме Варшавы. 5 мая 1832 года он был награждён золотой шпагой с надписью «За храбрость».
После войны он был назначен дивизионным квартирмейстером 6-й кавалерийской дивизии, в 1835 году произведён в полковники, а в 1841 году назначен исправляющим должность квартирмейстера, сначала 6-го пехотного корпуса, а затем Отдельного гренадерского корпуса. 5 декабря 1841 года за беспорочную выслугу был награждён орденом Св. Георгия 4-й степени (№ 6434 по кавалерскому списку Григоровича — Степанова).
В 1844 году Левшин назначен был в число штаб-офицеров, состоявших при военном министре и генерал-квартирмейстере главного штаба Его Величества.
Произведённый в 1849 году в генерал-майоры, он командирован в Сербию, до 1851 года — генеральный консул Российской империи в Белграде. По возвращении из Сербии Левшин был назначен инспектором батальонов, полубатальонов и рот военных кантонистов, а по преобразовании последних в училища военного ведомства — директором их. В этом преобразовании Левшин принимал самое деятельное участие, за что удостоился получить орден Св. Владимира 2-й степени.
В 1850-е годы директор училищ военного ведомства. Привлекал для составления новых программ училищ профессоров Санкт-Петербургского университета.
В 1857 году он был произведён в генерал-лейтенанты. В 1858 году назначен попечителем Харьковского учебного округа. На новой должности заслужил одобрение профессоров. «Левшин обманул мои ожидания, — писал в дневнике А. В. Никитенко. — Я думал, что он будет плохим попечителем: он казался мне как-то пошловатым, — а вышло, что он теперь лучший попечитель. Простой здравый смысл и доброе благорасположенное сердце заменили ему все прочие качества. Главное же — он не имеет начальнических претензий всё знать и именно знать то, чего он не знает. Затем он принимает советы, не делаясь рабом советчиков».
В 1863 году переведён на ту же должность в Московский учебный округ. Одновременно с января 1864 года по 13 мая 1867 года — директор Румянцевского музея. В 1867 году назначен членом Александровского комитета о раненых. В 1870 году получил чин генерала от инфантерии.
Умер от катара желудка в Эмсе 1 июля 1871 года.
Его сын Владимир был Уфимским и Ярославским гражданским губернатором.

## Награды
За время службы Дмитрий Сергеевич Левшин был удостоен многих наград:
- орден Святого Владимира 4-й степени с бантом (1829),
- знак отличия за военное достоинство 4-й степени (1831),
- золотое оружие с надписью «За храбрость» (1832),
- орден Святого Станислава 2-й степени (1838),
- орден Святого Георгия 4-й степени за 25 лет службы в офицерских чинах (1841),
- орден Святой Анны 2-й степени (1843),
- знак отличия беспорочной службы за XXV лет (1845),
- орден Святого Владимира 3-й степени (1851),
- орден Святого Станислава 1-й степени (1852),
- орден Святой Анны 1-й степени (1854),
- знак отличия беспорочной службы за XXX лет (1855),
- императорская корона к ордену Святой Анны 1-й степени (1856),
- орден Святого Владимира 2-й степени (1860),
- орден Белого орла (1862),
- орден Святого Александра Невского (1865),
- знак отличия беспорочной службы за XL лет (1866).